# Mayday - Mayday
|  | Denne artikel er oprettet af botten Steenthbot ud fra en ekstern database. Den kan derfor have sproglige fejl eller mangler. Denne skabelon kan fjernes efter kontrol af indholdet. |

Mayday - Mayday er en dansk eksperimentalfilm fra 1993 instrueret af Mark Andersen.

## Handling
Lyd & billed illustrerende lyrik.